# Polnische Badmintonmeisterschaft 2008
Die Polnische Badmintonmeisterschaft 2008 fand vom 1. bis zum 3. Februar 2008 in Słupsk statt. Es war die 44. Austragung der Titelkämpfe.

## Medaillengewinner
| Disziplin    | Gold                                                                                       | Silber                                                                                   | Bronze |
| ------------ | ------------------------------------------------------------------------------------------ | ---------------------------------------------------------------------------------------- | --- |
| Herreneinzel | Przemysław Wacha (Technik Głubczyce)                                                       | Rafał Hawel (Technik Głubczyce)                                                          | Hubert Pączek (AZS AGH Kraków) Wojciech Poszelężny (UKS 15 Kędzierzyn-Koźle)                                                                                               |
| Dameneinzel  | Kamila Augustyn (Piast Słupsk)                                                             | Anna Narel (Piast Słupsk)                                                                | Ewa Jarocka (SKB Litpol-Malow Suwałki) Angelika Węgrzyn (Technik Głubczyce)                                                                                                |
| Herrendoppel | Michał Łogosz (SKB Litpol-Malow Suwałki) Robert Mateusiak (SKB Litpol-Malow Suwałki)       | Adam Cwalina (SKB Litpol-Malow Suwałki) Wojciech Szkudlarczyk (Technik Głubczyce)        | Maciej Kowalik (SKB Litpol-Malow Suwałki) Michał Rogalski (SKB Litpol-Malow Suwałki) Łukasz Moreń (SKB Litpol-Malow Suwałki) Dariusz Zięba (SKB Litpol-Malow Suwałki)      |
| Damendoppel  | Kamila Augustyn (Piast Słupsk) Nadieżda Kostiuczyk (SKB Litpol-Malow Suwałki)              | Małgorzata Kurdelska (SKB Litpol-Malow Suwałki) Agnieszka Wojtkowska (Technik Głubczyce) | Natalia Pocztowiak (Technik Głubczyce) Aleksandra Wałaszek (Technik Głubczyce) Dominika Guzik-Płuchowska (AZS AGH Kraków) Karolina Kosińska (AZS UWM Olsztyn)              |
| Mixed        | Robert Mateusiak (SKB Litpol-Malow Suwałki) Nadieżda Kostiuczyk (SKB Litpol-Malow Suwałki) | Michał Łogosz (SKB Litpol-Malow Suwałki) Joanna Szleszyńska (SKB Litpol-Malow Suwałki)   | Adam Cwalina (SKB Litpol-Malow Suwałki) Małgorzata Kurdelska (SKB Litpol-Malow Suwałki) Wojciech Szkudlarczyk (Technik Głubczyce) Agnieszka Wojtkowska (Technik Głubczyce) |

## Finalergebnisse
| Disziplin    | Sieger                               | Finalist                                  | Ergebnis          |
| ------------ | ------------------------------------ | ----------------------------------------- | ----------------- |
| Herreneinzel | Przemysław Wacha                     | Rafał Hawel                               | 17:21 21:10 21:15 |
| Dameneinzel  | Kamila Augustyn                      | Anna Narel                                | 21:8 21:18        |
| Herrendoppel | Michał Łogosz Robert Mateusiak       | Adam Cwalina Wojciech Szkudlarczyk        | 21:12 21:12       |
| Damendoppel  | Kamila Augustyn Nadieżda Kostiuczyk  | Małgorzata Kurdelska Agnieszka Wojtkowska | 21:16 21:9        |
| Mixed        | Robert Mateusiak Nadieżda Kostiuczyk | Michał Łogosz Joanna Szleszyńska          | o.K               |